# (24806) 1994 RH9
1994 أر إتش 9 (ويعرف أيضًا باسم (24806) 1994 أر إتش 9 وفق تسمية الكوكب الصغير) (بالإنجليزية: 1994 RH9)‏ هو كويكب ضمن حزام الكويكبات؛ وترتيبه 24806 من حيث الاكتشاف.
اكتُشف هذا الجُرم الفلكي بواسطة سبيس واتش في 12 سبتمبر 1994.

## وصلات خارجية
- (24806) 1994 RH9 في قاعدة بيانات مختبر الدفع النفاث لأجرام النظام الشمسي الصغيرة

- الاكتشاف · مخطط المدار ·  العناصر المدارية · المعلمات المادية

- (24806) 1994 RH9 على موقع ويكي سكاي: DSS2, SDSS, GALEX, IRAS, Hydrogen α, X-Ray, Astrophoto, Sky Map, Articles and images